# Resolució 1183 del Consell de Seguretat de les Nacions Unides
La Resolució 1183 del Consell de Seguretat de les Nacions Unides fou adoptada per unanimitat el 15 de juliol de 1998. Després de recordar anteriors resolucions sobre Croàcia incloses les resolucions 779 (1992), 981 (1995) i 1147 (1997), el Consell va autoritzar la Missió d'Observadors de les Nacions Unides a Prevlaka (UNMOP) a continuar supervisant la desmilitarització a la zona de la península de Prevlaka fins al 15 de gener de 1999.
El secretari general Kofi Annan havia notificat un desenvolupament positiu en la situació. Tant la República Federal de Iugoslàvia (Sèrbia i Montenegro) com Croàcia han formulat propostes i iniciatives per resoldre la controvèrsia. Hi ha hagut violacions de llarg termini del règim de desmilitarització pel que fa a les activitats de desminatge i les restriccions a la llibertat de moviment del personal de les Nacions Unides, per la qual cosa cal la presència continuada dels observadors.
Es va instar a les parts a aplicar plenament un acord sobre la normalització de les seves relacions, cessar les violacions del règim de desmilitarització, reduir la tensió i garantir la lliure circulació als observadors de les Nacions Unides. Es va demanar al Secretari General que informés al Consell sobre la situació abans del 15 d'octubre de 1998 sobre el progrés cap a una solució pacífica de la controvèrsia entre Croàcia i Sèrbia i Montenegro. Finalment es va demanar que la Força d'Estabilització, autoritzada per la Resolució 1088 (1996) i prorrogada per la Resolució 1174 (1998), cooperés amb la UNMOP.